# Bourecq
Bourecq är en kommun i departementet Pas-de-Calais i regionen Hauts-de-France i norra Frankrike. Kommunen ligger i kantonen Norrent-Fontes som tillhör arrondissementet Béthune. År 2022 hade Bourecq 575 invånare.

## Befolkningsutveckling
Antalet invånare i kommunen Bourecq
| Referens: INSEE |